# Djénébou Danté
Djénébou Danté (7 agosto 1989) è una velocista maliana.
Ha rappresentato il Mali ai Giochi olimpici di Rio de Janeiro 2016, dove è stata portabandiera per il suo paese alla cerimonia di apertura.

## Record nazionali
- 400 metri piani: 52"16 ( Marsiglia, 16 luglio 2017)

## Palmarès
| Anno | Manifestazione                    | Sede           | Evento      | Risultato   | Prestazione | Note                                     |
| ---- | --------------------------------- | -------------- | ----------- | ----------- | ----------- | ---------------------------------------- |
| 2005 | Mondiali allievi                  | Marrakech      | 100 m piani | Batteria    | 12"70       |                                          |
| 2005 | Mondiali allievi                  | Marrakech      | 200 m piani | Batteria    | 25"77       |                                          |
| 2006 | Mondiali juniores                 | Pechino        | 200 m piani | Batteria    | 25"25       |                                          |
| 2011 | Mondiali                          | Taegu          | 100 m piani | Batteria    | 12"32       | Miglior prestazione personale            |
| 2011 | Giochi panafricani                | Maputo         | 100 m piani | Batteria    | 12"48       |                                          |
| 2011 | Giochi panafricani                | Maputo         | 200 m piani | Batteria    | 25"17       |                                          |
| 2014 | Africani                          | Marrakech      | 200 m piani | Semifinale  | dns         |                                          |
| 2014 | Africani                          | Marrakech      | 400 m piani | 7ª          | 54"34       |                                          |
| 2015 | Giochi panafricani                | Brazzaville    | 400 m piani | 7ª          | 53"41       |                                          |
| 2016 | Mondiali indoor                   | Portland       | 400 m piani | Batteria    | 55"76       | Record nazionale                         |
| 2016 | Africani                          | Durban         | 400 m piani | 5ª          | 52"65       |                                          |
| 2016 | Giochi olimpici                   | Rio de Janeiro | 400 m piani | Batteria    | 52"85       |                                          |
| 2017 | Giochi della solidarietà islamica | Baku           | 400 m piani | 4ª          | 53"94       |                                          |
| 2017 | Giochi della Francofonia          | Abidjan        | 400 m piani | Oro         | 52"23       |                                          |
| 2017 | Mondiali                          | Londra         | 400 m piani | Batteria    | 54"04       |                                          |
| 2018 | Mondiali indoor                   | Birmingham     | 400 m piani | Batteria    | 57"85       | Miglior prestazione personale stagionale |
| 2021 | Giochi olimpici                   | Tokyo          | 100 m piani | Preliminari | 12"12       | Miglior prestazione personale stagionale |